# The Fragile (canción)
«The Fragile» es el sexto track del disco izquierdo del álbum The Fragile de Nine Inch Nails.

## Interpretación
Esta canción (con la posible excepción de "We're In This Together," el tema anterior del álbum) podría ser lo más cercano que hizo Trent Reznor a una "canción de amor", con letras que se refieren a una mujer de la cual está decidido a no separarse. El ve en ella lo que él solía ser, y desea que no esté en contacto con el mundo exterior. Notablemente, el solo de la canción suena igual que la primera sección de "The Frail", un tema previo del disco."

## En vivo
Cuando la tocaban durante el Fragility tour y los 1999 MTV Video Music Awards, la canción era similar a la versión del álbum, excepto que más grave. Durante el Performance 2007 tour, fue tocada la versión de Still, la cual incluye solamente piano, por lo que se incluye una versión de "The Frail".
- Datos: Q6144474